# Hernandiaceae
Hernandiaceae су фамилија скривеносеменица из реда Laurales. Статус фамилије постоји у већини класификационих схема.
По класификационом систему APG II, фамилија је унутар реда Laurales, а у себе укључује биљке које су некада сматране члановима фамилије Gyrocarpaceae. 